# Marcelien de Koning
Marcelien Bos-de Koning (Hoorn, 10 de maio de 1978) é uma velejadora holandesa.

## Carreira
É medalhista olímpica nos jogos de Pequim 2008, com a medalha de prata na classe 470. Ela é tri-campeã mundial em sua classe.